# Peter Großkreuz
Peter Großkreuz (geboren 25. Februar 1924 in Kattowitz, Polen; gestorben 3. Juni 1974 in Bibione, Italien) war ein deutscher Karikaturist.

## Leben
Peter Großkreuz kam in den 1930er Jahren nach Berlin, wo er eine Ingenieurschule besuchte. Während der Jahre 1942 bis 1945 war er Soldat. In der Kriegsgefangenschaft lernte er bei einem Kameraden Zeichnen, ansonsten war er Autodidakt.
Großkreuz arbeitete von 1946 bis 1950 in Berlin als freischaffender Karikaturist unter anderem für die Neue Berliner Illustrierte, die Berliner Morgenpost und die Satirezeitschrift Der Insulaner. Im Jahr 1951 zog er nach München, wo er bis zu seinem Tode 1974 als freischaffender Karikaturist tätig war. Seine Arbeiten wurden unter anderem in den nach dem Krieg neu entstandenen Zeitschriften Bunte und Revue veröffentlicht.
Für die Revue gestaltete er Anfang der 1950er Jahre mit seinen satirischen Karikaturen und gezeichneten Kurzgeschichten in regelmäßigen Abständen die Rückseite des Blattes, zusammen mit den Kollegen Emmerich Huber und Olaf Iversen. Er arbeitete auch für Tageszeitungen wie Die Welt und die Süddeutsche Zeitung. Großkreuz starb bei einem Unfall.
Ein großer Teil des zeichnerischen Nachlasses von Großkreuz liegt bei der Stiftung Haus der Geschichte der Bundesrepublik Deutschland. 